# Erfolg um jeden Preis
Erfolg um jeden Preis ist ein US-amerikanischer Film aus dem Jahre 1997 von Douglas Barr.
Es handelt sich um ein Sportdrama, in dem es eine Turnerin an die Spitze schaffen will.

## Handlung
Andie Bradley ist eine Turnerin, die schon immer an Olympischen Spielen teilnehmen wollte. Als ihr angeboten wird, mit einem der besten Trainer der USA zu trainieren, akzeptiert sie mit Begeisterung. Dazu muss sie von Portland (Oregon) nach Seattle (Washington) umziehen, weg von ihrem Freund und ihrer besten Freundin.
Als sie zum ersten Mal mit den anderen trainiert, wird sie von ihrem Coach auf ihr Gewicht aufmerksam gemacht, so dass sie mit einer Diät anfängt. Bald wird sie allerdings, nachdem sie die magersüchtige Olympiasiegerin Leslie Reynolds kennengelernt hat, auch magersüchtig und leidet unter Bulimie. Ihre Mutter sieht, wie sie mehr und mehr Gewicht verliert, kann sie aber nicht stoppen. Auch ihr Freund merkt ihre Veränderung und trennt sich von ihr.
Ihrer Freundin erzählt Andie, dass sie die Veränderungen zwar bemerke, aber nichts dagegen tun könne. Als sie bei einem entscheidenden Wettbewerb an den Stufenbarren muss, hat sie einen Schwächeanfall, rutscht ab und verletzt sich. Ihr Trainer bringt ihr Blumen ins Krankenhaus und betont gegenüber den Eltern, dass er immer nur das Beste für sie gewollt habe.
Als ihre Eltern entscheiden, wieder zurück nach Hause zu ziehen, rennt Andie zur Turnhalle, um normal weiter zu trainieren. Als sie aber mitbekommt, wie ihr Trainer zu einer neuen Turnerin die gleichen Worte wie zu ihr am Karrierebeginn sagt, entscheidet sie sich, erst mal abzuwarten.
Als sie zurück nach Portland kommt, schließt sie sich einer Selbsthilfegruppe an. Die letzte Filmszene zeigt, wie Andie in ihre alte Turnhalle zurückkehrt und mit leichten Übungen auf dem Schwebebalken beginnt.

## Musik
Die drei im Film vorkommenden Musikstücke sind:
- Peter Gabriel – Don't Give up
- Peter Gabriel – Big Time
- Merril Bainbridge – State of Mind